# Sádaba
Das im Pyrenäenvorland im Getreideanbaugebiet der Comarca Cinco Villas gelegene Sádaba ist eine Gemeinde in der Provinz Saragossa in der Autonomen Region Aragón in Spanien. 2024 hatte die Gemeinde 1.258 Einwohner. Zu Sádaba gehören die kleineren Ortschaften Alera und Layana.

## Geschichte
Die christliche Rückeroberung des schon zur Römerzeit besiedelten Ortes fand gegen Ende des 11. Jahrhunderts statt; für 1099 ist der Name seines Herren Garcia Garcés überliefert. Unter König Alfons I. (Aragón) wurde 1125 eine Burg errichtet. 1215 nahm König Sancho VII. (Navarra) den Ort unter seinen Schutz. Kurz darauf dürfte die neue Burg errichtet worden sein. 1261 kam der Ort endgültig an Aragonien.

## Bevölkerungsentwicklung
Demographische Daten für Sádaba von 1900 bis 2001:
| 1900  | 1910  | 1920  | 1930  | 940   | 1950  | 1960  | 1970  | 1981  | 1991  | 2001  |
| ----- | ----- | ----- | ----- | ----- | ----- | ----- | ----- | ----- | ----- | ----- |
| 1.812 | 1.983 | 2.535 | 2.748 | 2.820 | 2.686 | 2.971 | 2.470 | 2.034 | 1.881 | 1.722 |

## Sehenswürdigkeiten
- Die rechteckige, siebentürmige Burg im Stil der Ritterorden (Castillo de Sádaba) steht an der höchsten Stelle des Ortes.
- Die sogenannte Sinagoga ist in Wirklichkeit eine romanische Kapelle.
- Als Altar de los moros wird das römische Mausoleum der Atilier bezeichnet.
- Die einschiffige gotische Kirche Santa María wurde im Jahr 1549 geweiht.

## Städtepartnerschaften
- Seit 2003 ist Sádaba mit der französischen Stadt Navarrenx in der Region Aquitanien durch eine Städtepartnerschaft verbunden.